# Atrakcyjne alternatywy
Atrakcyjne alternatywy (ang. Attractive alternatives) – w rozumieniu psychologii bliskich związków są to osoby  pozostające poza diadą związkową, a będące zagrożeniem dla niej.
Ze względu na rolę, jaką w życiu człowieka pełnią bliskie związki, osoby posiadające partnerów wykazują spontaniczną skłonność do ochrony relacji przed  jej rozpadem. Już na poziomie nieświadomym, aktywizacja pojęcia „związek” powoduje wśród osób zaangażowanych w bliską relację odwrócenie uwagi od zagrażających atrakcyjnych alternatyw, czyli innych potencjalnych partnerów, a także znaczne ograniczenie czasu przyglądania się im. Motywacja do ochrony związku wpływa nie tylko na procesy uwagi, ale również na świadomie dokonywane oceny zarówno fizycznej atrakcyjności jak i cech osobowości atrakcyjnych osób – oceny te są zaniżane w celu subiektywnego obniżania atrakcyjności atrakcyjnych alternatyw.